# 마르첼로 조르다니
마르첼로 조르다니(이탈리아어: Marcello Giordani, 1963년 1월 25일 ~ 2019년 10월 5일)는 이탈리아의 테너 가수이다. 2019년 10월 5일 오후 이탈리아 시칠리아섬 아우구스타에 있는 자택에서 갑작스럽게 찾아온 심장마비로 향년 56세의 나이에 세상을 떠났다.